# Auto Speciali

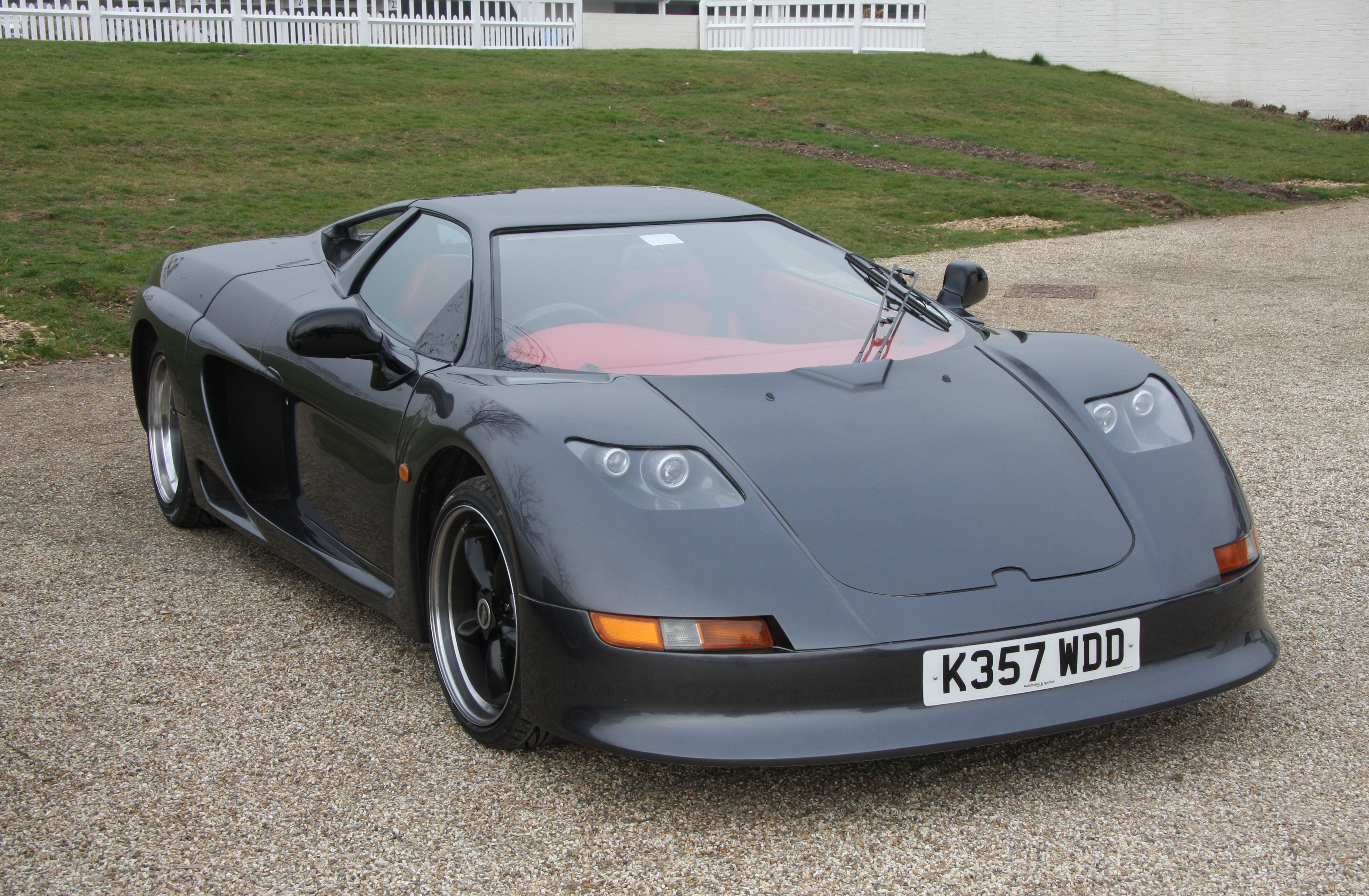
Auto Speciali Veleno

Auto Speciali Limited war ein britischer Hersteller von Automobilen.

## Unternehmensgeschichte
Jonathan Lane Harris und Keith Kirk, der zuvor Venom Sports Cars leitete, gründeten am 6. März 2006 das Unternehmen in Bromsgrove in der Grafschaft Worcestershire. Sie begannen mit der Produktion von Automobilen und Kits. Der Markenname lautete Auto Speciali. Kirk schied am 28. Mai 2007 aus dem Unternehmen aus und starb 2008. 2010 endete die Produktion. Am 4. Oktober 2011 wurde das Unternehmen aufgelöst.

## Fahrzeuge
Ein Modell war der AS 427. Dies war die Nachbildung eines AC Cobra. Weitere Hersteller dieses Modells waren Fiero Factory (1998–2002), Euro 427 Sports Cars (2002–2003), erneut Fiero Factory (2003–2004), Venom Sports Cars (2004–2006) und Vindicator Cars (seit 2010). Insgesamt entstanden etwa 1000 Exemplare.
Veleno und Predator waren optisch eigenständige Sportwagen. Ein Spaceframe-Rahmen bildete die Basis. Verschiedene Motoren vom Toyota MR 2, V6-Motoren von Ford sowie V8-Motoren trieben die Fahrzeuge an. Viele Teile kamen vom Ford Granada. Der Veleno war nur als Bausatz erhältlich. Er fand zwischen 2006 und 2010 etwa vier Käufer. Der identische Predator war das Fertigfahrzeug. Vindicator Cars setzte die Produktion ab 2010 fort.
Der Venom war die Nachbildung des Dodge Viper. Auch dieses Modell entstand zuvor bei Fiero Factory (1995–2003) und Venom Sports Cars (2003–2006). Erneut wurden viele Teile vom Ford Granada verwendet. Von diesem Modell entstanden zwischen 1995 und 2008 etwa 75 Fahrzeuge bei den drei Herstellern zusammen.
Auto Speciali versuchte auch, den Healy zu vermarkten, den Lamberti Classic Cars zwischen 2005 und 2006 entwarf, aber keine Serienproduktion zustande brachte.